# Copa de Santa Inés

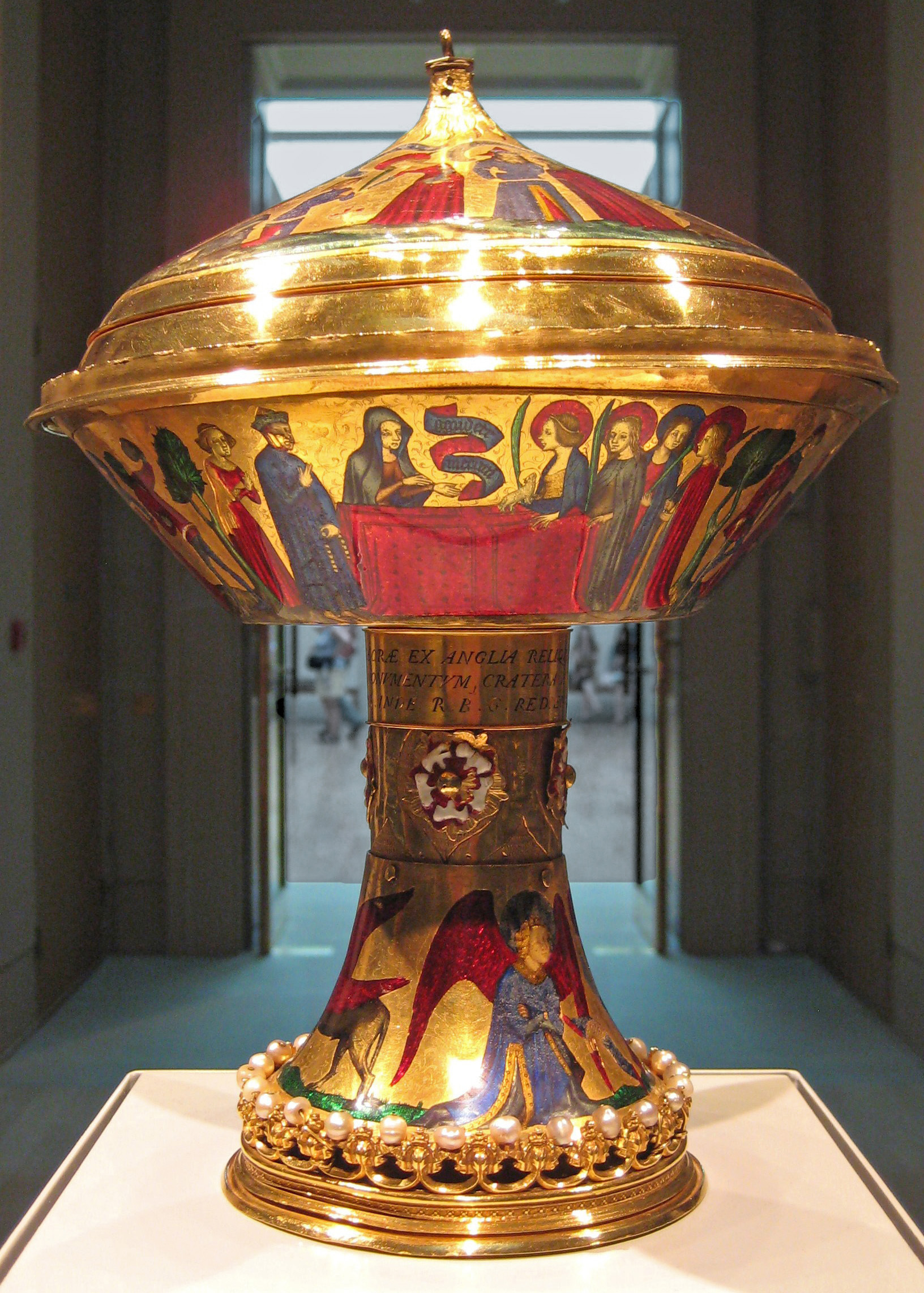
La Copa real de oro, del Museo Británico, de 23.6 cm de altura, 17.8 cm de ancho en su punto más amplio; 1.935 kg de peso. Santa Inés aparece a sus amigos en una visión.

La Copa real de oro o Copa de Santa Inés es una copa sólida recubierta de oro, magníficamente decorada con esmalte y perlas. Fue hecha para los miembros de la familia real francesa a finales del siglo XIV, y más tarde perteneció a varios monarcas ingleses antes de pasar casi 300 años en España. Desde 1892 se encuentra en el Museo Británico, y está generalmente aceptada como el ejemplo sobreviviente más destacado de la ilustración medieval tardía de Francia. Se he le ha descrito como «la sobreviviente real más excelsa de la edad gótica internacional»; y según Thomas Hoving, anterior director del Museo Metropolitano de Arte en Nueva York, «de todas las joyas principescas y de oro que nos han llegado, esta es la más espectacular, y eso incluye los grandes tesoros reales».
La copa está hecha de oro sólido, de 23,6 cm de altura con un diámetro de 17,8 cm en su punto más amplio, y un peso de 1,935 kg. Tiene una tapa que se puede retirar, pero la base triangular en la que se sostenía actualmente se ha perdido. El pie de la copa se ha extendido dos veces, añadiéndole unas bandas cilíndricas; ya que la pieza originalmente era un poco más baja, dándole una forma general con «una robustez típica y una elegancia rechoncha». Se ha perdido el florón ornato original de la tapa y se retiró una moldura decorada con 36 perlas del borde exterior de la tapa, una tira de oro con rebabas dentadas se puede ver donde estaba adjuntada. Presumiblemente ligaba con la que todavía encontramos en torno al pie de la copa.
Las superficies de oro están decoradas con escenas con esmalte basse-taille con colores translúcidos que reflejan luz del oro por debajo, muchas áreas de oro tanto bajo el esmalte como en el fondo tienen decoración grabada y pointillé trabajada en el oro. En particular la decoración presenta grandes áreas de rojo translúcido, que han sobrevivido en unas condiciones excelentes. Este color, conocido como rouge clair (rojo claro), era el más difícil de conseguir técnicamente, y se apreciaba mucho por este motivo y por el brillo del color cuando se hacía de forma correcta. Escenas de la vida de Santa Inés se encuentran alrededor de la parte superior de la cubierta y la parte inferior del cuerpo principal. Los símbolos de los Cuatro Evangelistas los podemos encontrar alrededor del pie de la copa, y hay medallones de esmalte tanto en el centro del interior de la copa como el centro de la tapa. La más baja de las dos bandas añadidas contiene la rosa Tudor en esmalte sobre un fondo labrado con pointillé, lo que, aparentemente, se añadió durante el reinado de Enrique VIII. La banda alta tiene una inscripción grabada rellenada de esmalte negro, con una barrera de ramas de laurel en verde para distinguir el extremo de la inscripción de su comienzo.
La copa llegó al Museo Británico en una caja hexagonal de piel hecha expresamente, con una estructura de madera, y con una cerradura, mangos y un soporte de hierro. Fue hecha o bien al mismo tiempo o bien poco después de la copa, y tiene una decoración foliada incisa y estampada como también una inscripción en letra gótica: YHE.SUS.O.MARYA.O.MARYA YHE SUS.

## Origen
No se han encontrado evidencias firmes respecto a la fecha y las circunstancias en las que se creó la copa. Aparece claramente documentada por primera vez en un inventario del año 1391 de todos los artículos de valor que pertenecían a Carlos VI de Francia (quien reinó entre el 1380 y el 1422), del que sobreviven dos copias en la Biblioteca Nacional de Francia. Se lista:

Un hanap de oro, con todo el exterior de su cubierta bella y ricamente esmaltado con la vida de Santa Inés, el borde del pie se adorna con 26 perlas, y la corona alrededor de la cubierta con 36 perlas más, y la ornamentación de la cubierta se completa con cuatro zafiros, tres espinelas y quince perlas. Y pesa 9 marcos y 3 onzas de oro. El llamado hanap descansa en un soporte de oro en forma de trípode, y en el centro del trípode está representada la Virgen María en un sol sobre un fondo de color rojo claro, y los tres pies del trípode están formados por tres dragones alados. El hanap y la cubierta fueron entregados al rey por monseñor el Duque de Berry en su viaje a Touraine el año 91.

Juan I de Berry (1340-1416) era el tío de Carlos VI y una poderosa figura en el reino, así como el coleccionista más famoso y extravagante y comisario de arte de su época. Es aún más conocido por encargar el Très Riches Heures du Duc de Berry, el más famoso manuscrito ilustrado del gótico internacional, y también encargó el Relicario del Trono Sagrado, que actualmente se encuentra en el museo Británico. El joven rey Carlos se vio forzado a apartar su tío del gobierno después de la conducta rapaz de este último, que había dado lugar a disturbios, y la reunión de 1391 marcó el punto de reconciliación después de un período de malas relaciones. Espléndidos regalos entre la corte Valois formaban parte de la rutina, y en esta ocasión Berry tenía razones especiales para ser generoso.
La copa aparece en otro inventario de Carlos V en 1400, y entonces no es registrado de nuevo hasta que aparece como propiedad de otro tío real, y coleccionista, Juan de Lancaster, 1.er Duque de Bedford (1389 a 1435), hijo de Enrique IV, quien fue de forma breve regente tanto de Francia como de Inglaterra en nombre de su sobrino Enrique VI. No se conoce como adquirió la copa, pero, según se afirma, recibió muchos regalos de Carlos VI, y los dos tuvieron que pedir prestado dinero al rey y comprarle cosas como la biblioteca del Palacio del Louvre, en el molesto periodo en que Carlos había hecho las paces con el inglés y nombrado a Enrique V su heredero. Tras la muerte de su hermano Enrique V, Bedford luchó por contener el resurgimiento de la resistencia francesa, activada por Juana de Arco. Murió en Normandía en 1435, dejando a Enrique VI como heredero. La copa se describe más brevemente como primer elemento en una lista de objetos de valor de la propiedad de Bedford preparada por el ministro de Enrique VI, el cardenal Henry Beaufort, pero el trípode no es mencionado, algunas de las joyas faltan, y el tema se identifica incorrectamente como la vida de Santa Susana y no Santa Inés. Por alguna razón la copa no aparece en un inventario real de 1441; Jenny Stratford sugiere que esto es porque, en este momento, Beaufort aún la tenía. Otra posibilidad es porque se había empeñado, como se hizo en 1449 y otra vez en 1451, en las dos ocasiones para financiar los crecientes e infroctuosos esfuerzos de Inglaterra en la Guerra de los Cien Años con tal de aferrarse al territorio francés.
La copa aparece por primera vez en los registros de la nueva dinastía Tudor bajo el reinado de Enrique VIII en 1521. En ese momento la tapa había perdido el florón «adornado con cuatro zafiros, tres rubíes y quince perlas», descrito en el inventario de Carlos VI y tenía uno nuevo de oro en forma de corona cerrada o «imperial». Esto liga con el empuje propagandística de Enrique para reafirmar Inglaterra como "imperio", en un sentido contemporáneo que significa un estado que no reconoce ningún superior, aunque el Gran Sello Real ya había utilizado una corona cerrada desde 1471. Probablemente ya se habían encontrado otros usos a las joyas del florón viejo; se asume que la banda baja con las rosas Tudor fue añadido durante el reinado de Enrique, como parte del programa de añadir distintivos Tudor en posesiones heredadas de dinastías anteriores, viéndose afectados tapices, manuscritos ilustrados y edificios como la King's College Chapel en Cambridge. La copa se describe en inventarios de 1532 y después de la muerte de Enrique en 1547, y entonces bajo el reinado de Elizabeth I fue inventariada en 1574 y el 1596.
Cuando Jaime I de Inglaterra accedió al trono inglés en 1603, una de sus primeras prioridades fue acabar con la Guerra anglo-española, que tenía lugar desde el 1585. Una delegación española llegó para la Conferencia de la Casa Somerset, que acabaría con un tratado, firmado en 1604. El líder de los diplomáticos Habsburgo era Juan Fernández de Velasco y Tovar y Condestable de Castilla. La ampliación superior del pie de la copa tiene una inscripción latina que se traduce como:

Esta copa de oro sólido, una reliquia del tesoro sagrado de Inglaterra y una conmemoración a la paz hecha entre los reyes, el Condestable Juan de Velasco, retorna después de cumplir exitosamente su misión, presentado como ofrecimiento a Cristo el Pacificador.

El regalo «de unos 70 objetos de plata y láminas de oro» de Jaime I para el Condestable, del que la copa era el elemento más notable, fue documentado tanto por el lado inglés como por el lado español; el Condestable escribió un resumen de su misión a su regreso, donde menciona el regalo del rey Jaime. Juan de Velasco se había presentado previamente tanto a Jaime I como a la reina con copas elaboradas, entre otros valiosos regalos. Según Pauline Croft, «con su generosidad por encima de lo habitual el rey dio al séquito que marchaba alrededor de la mitad de los vasos de oro de las posesiones reales que había heredado de Isabel». El Condestable recibió una fantástica plata como regalo, incluyendo posiblemente el elemento más importante de la colección, conocido como «la Copa de Oro Real de los Reyes de Francia e Inglaterra». En 1610 el Condestable dio la copa a un convento de Medina de Pomar, cerca de Burgos, como la inscripción describe. Su escritura de garantía del regalo sobrevive, e informa que la condición del regalo era que no fuera alineada con el convento. Una nota en la escritura, escrita por la propia mano del Condestable, informa que había obtenido el permiso del Arzobispo de Toledo, Bernardo de Sandoval y Rojas, para utilizar la copa como copón, o como contenedor para hostias. Antes de este periodo una regla de la iglesia normalmente prohibía el uso de copas con la superficie interior decorada como copón.
La copa permaneció en el convento hasta 1882, cuando las monjas, debido a problemas económicos, tuvieron que venderla. En algún momento de este periodo es cuando el borde de perlas de la cubierta y el florón ornato fueron extraídos. Las monjas decidieron que obtendrían un mejor precio en París en vez de venderla a España, y se confió la copa a Simón Campo, un sacerdote, quien marchó con ella a París donde se dirigió con los principales comerciantes y coleccionistas. Había habido un avalancha de falsificaciones de objetos medievales, y los parisinos sospechaban, hasta que el barón Jerome Pichon investigó el segundo cilindro que se había añadido y quedó convencido de que la copa era la misma que estaba documentada del 1604 como para hacer una oferta bastante baja, por lo que fue aceptada. Durante el periodo de investigación, el barón contactó con el actual Duque de Frías, quien le proporcionó información muy útil, y quien felicitó al comprador por la transacción realizada. Sin embargo, en una investigación más minuciosa por parte del Duque, se dio cuenta de que la venta era contraria a la escritura de garantía de 1610 que había descubierto en los archivos de la familia, y realizó una demanda en los juzgados franceses para recobrar la copa.
El duque finalmente perdió el caso en 1891, permitiendo otra venta que había establecido el barón Pichon. Esta era la principal empresa de Messrs. Wertheimer de Bond Street en Londres, donde la copa fue vista por Augustus Wollaston Franks, había sido Guardián de Antigüedades Medievales y Británicas y de Etnografía del Museo Británico desde 1866, y era presidente de la Sociedad de Antigüedades. Samson Wertheimer estaba de acuerdo "con mucho espíritu público" de vender la copa al Museo Británico por las £8.000 que había costado. Franks estaba preocupado por los nuevos coleccionistas americanos como J. P. Morgan, y en 1891 escribió a Sir Henry Tate, de la famosa Tate Gallery: «Una copa de oro muy maravillosa ha aparecido devuelta a este país tras una ausencia de 287 años, y estoy ansioso por verla expuesta en el Museo Nacional y no llevada a América». Intentó conseguir que varios ricos suscribieran £500 cada uno, pero ni siquiera con una subvención de £2,000 desde el HM Treasury alcanzaría para cubrir el precio. Por esta razón, se vio forzado a aportar £5,000 de su propio dinero de forma temporal mientras continuaba intentando encontrar pequeñas cantidades de otra gente, y tuvo éxito en 1892 cuando el Treasury aceptó colaborar con la aportación final de £830; «para Franks eso era su mayor adquisición, y de la que estaba más orgulloso». Aparte del Treasury, los contribuyentes con £500 eran Franks y Wertheimer, la Worshipful Company of Goldsmiths, Charles Drury Edward Fortnum, el Duque de Northumberland, Duque de Savile, Duque de Iveagh y el Duque de Crawford.